# Hrvatski članovi Predsjedništva Bosne i Hercegovine
Slijedi popis hrvatskih članova Predsjedništva Bosne i Hercegovine, odnosno člana Predsjedništva Bosne i Hercegovine iz reda hrvatskog naroda:
| #  | fotografija   | ime                             | mandat              | mandat              | stranka           | prethodna dužnost                                             | županija                 |
| -- | ------------- | ------------------------------- | ------------------- | ------------------- | ----------------- | ------------------------------------------------------------- | ------------------------ |
| 1. |               | Krešimir Zubak (r. 1947.)       | 5. listopada 1996.  | 13. listopada 1998. | HDZ BiH(do 1998.) | predsjednik Federacije BiH(1994. – 1997.)                     | Posavska                 |
| 1. | NHI(od 1998.) | Krešimir Zubak (r. 1947.)       | 5. listopada 1996.  | 13. listopada 1998. |                   | predsjednik Federacije BiH(1994. – 1997.)                     | Posavska                 |
| 2. |               | Ante Jelavić (r. 1963.)         | 13. listopada 1998. | 7. ožujka 2001.     | HDZ BiH           | ministar obrane FBiH(1996. – 1998.)                           | Hercegovačko-neretvanska |
| 3. |               | Jozo Križanović (1944. – 2009.) | 7. ožujka 2001.     | 5. listopada 2002.  | SDP BiH           | načelnik Pucareva(1983. – 1984.)                              | Središnja Bosna          |
| 4. |               | Dragan Čović (r. 1956.)         | 5. listopada 2002.  | 9. svibnja 2005.    | HDZ BiH           | potpredsjednik Vlade i ministar financija FBiH(1998. – 2001.) | Hercegovačko-neretvanska |
| 5. |               | Ivo Miro Jović (r. 1950.)       | 9. svibnja 2005.    | 6. studenog 2006.   | HDZ BiH           | zastupnik u Zastupničkom domu PS BiH(2002. – 2005.)           | Hercegovačko-neretvanska |
| 6. |               | Željko Komšić (r. 1964.)        | 6. studenog 2006.   | 17. studenog 2014.  | SDP BiH(do 2013.) | načelnik Novog Sarajeva(2004. – 2006.)                        | Sarajevska               |
| 6. | DF(od 2013.)  | Željko Komšić (r. 1964.)        | 6. studenog 2006.   | 17. studenog 2014.  |                   | načelnik Novog Sarajeva(2004. – 2006.)                        | Sarajevska               |
| 7. |               | Dragan Čović (r. 1956.)         | 17. studenog 2014.  | 20. studenog 2018.  | HDZ BiH           | predsjedatelj Doma naroda PS BiH(2011. – 2014.)               | Hercegovačko-neretvanska |
| 8. |               | Željko Komšić (r. 1964.)        | 20. studenog 2018.  | trenutačno          | DF                | zastupnik u Zastupničkom domu PS BiH(2014. – 2018.)           | Sarajevska               |